# فرناندو دي مورايس
فرناندو دي مورايس (21 يناير 1980 في أستراليا - ) هو لاعب كرة الصالات ‏ ولاعب كرة قدم برازيلي وأستراليا في مركز الوسط. شارك مع منتخب أستراليا الوطني لكرة قدم الصالات. أما مع النوادي، فقد لعب مع نادي جنوب ملبورن وNew Zealand Knights FC ‏.

## وصلات خارجية
- فرناندو دي مورايس على موقع قاعدة بيانات كرة القدم.إي يو (الإنجليزية)